# Prozessionen der Riesen und Drachen in Belgien und Frankreich
Prozessionen der Riesen und Drachen in Belgien und Frankreich sind traditionelle Feste und Veranstaltungen in Belgien und Frankreich, die im Jahr 2008 unter diesem Titel von der UNESCO in die Repräsentative Liste des immateriellen Kulturerbes der Menschheit aufgenommen wurden.
Ihnen ist gemeinsam, dass Riesenfiguren von Menschen, Tieren oder Drachen in Festumzügen durch die Ortschaften getragen und geführt werden.

## Veranstaltungen in Belgien
In Belgien sind diese Veranstaltungen bei der UNESCO registriert:
- Ducasse de Mons, ein traditionelles Volksfest in Mons, das die Heilige Waltraud von Mons und die Drachensage des Heiligen Georg feiert.
- Der Umzug des Ross Bayard und der traditionelle Riesenumgang Katuit in Dendermonde (Ostflandern)
Katuit findet jährlich statt, Ross Bayard grundsätzlich alle zehn Jahre.
- der Ommegang in Mechelen (Umzug) beinhaltet Riesen und Riesenkinder, musikalisch begleitet vom Reuzenlied (Riesenlied), und ebenfalls ein Ross Bayard.[2][3]

Die Ducasse d’Ath, ein traditionelles Stadtfest in der Stadt Ath in der Provinz Hennegau, war zunächst ebenfalls in der Liste enthalten, wurde aber 2022 von der UNESCO wegen rassistischer und diskriminatorischer Ereignisse (Blackface) wieder aus der Liste entfernt.

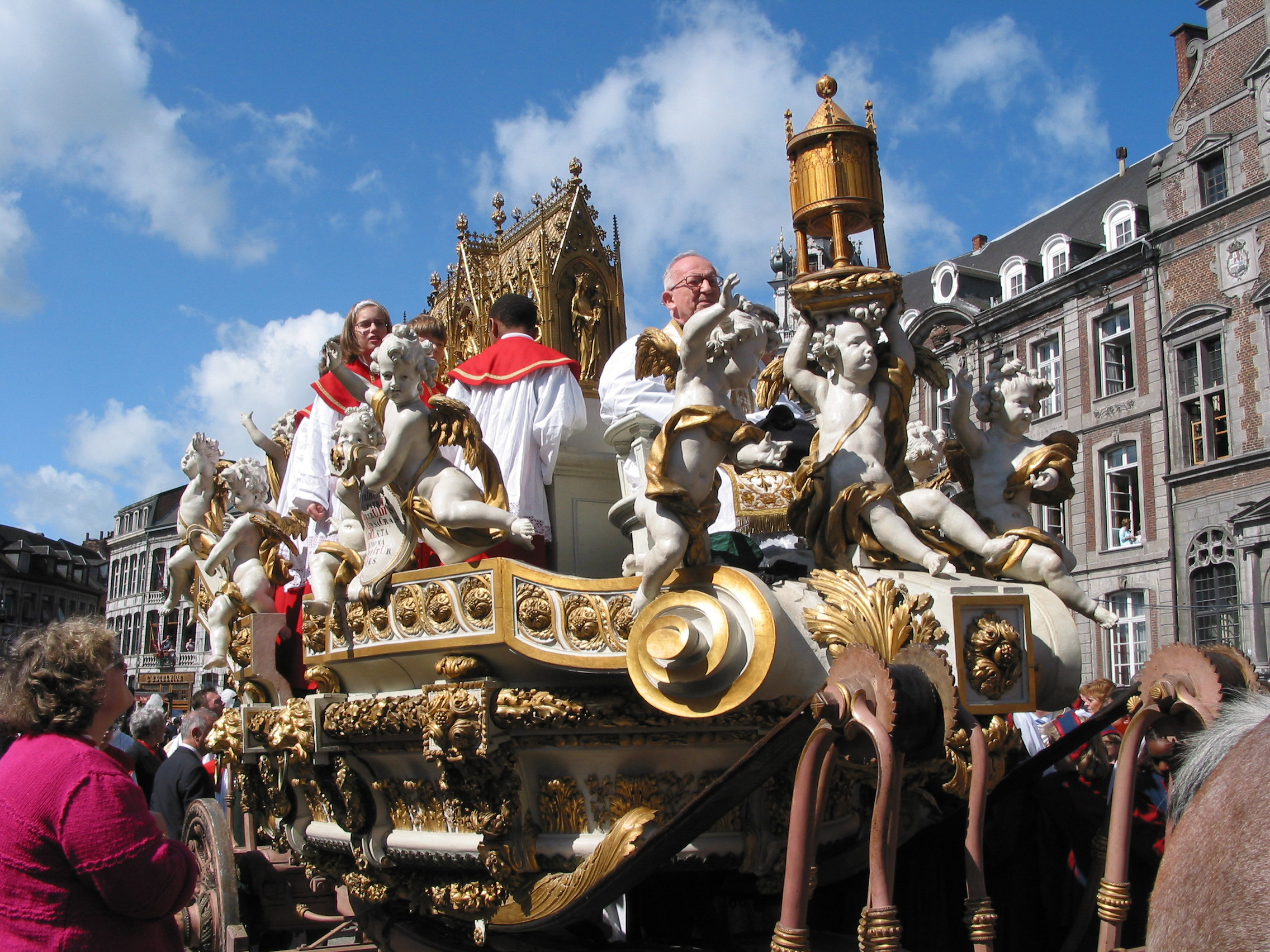
Mons: Der Car d’Or
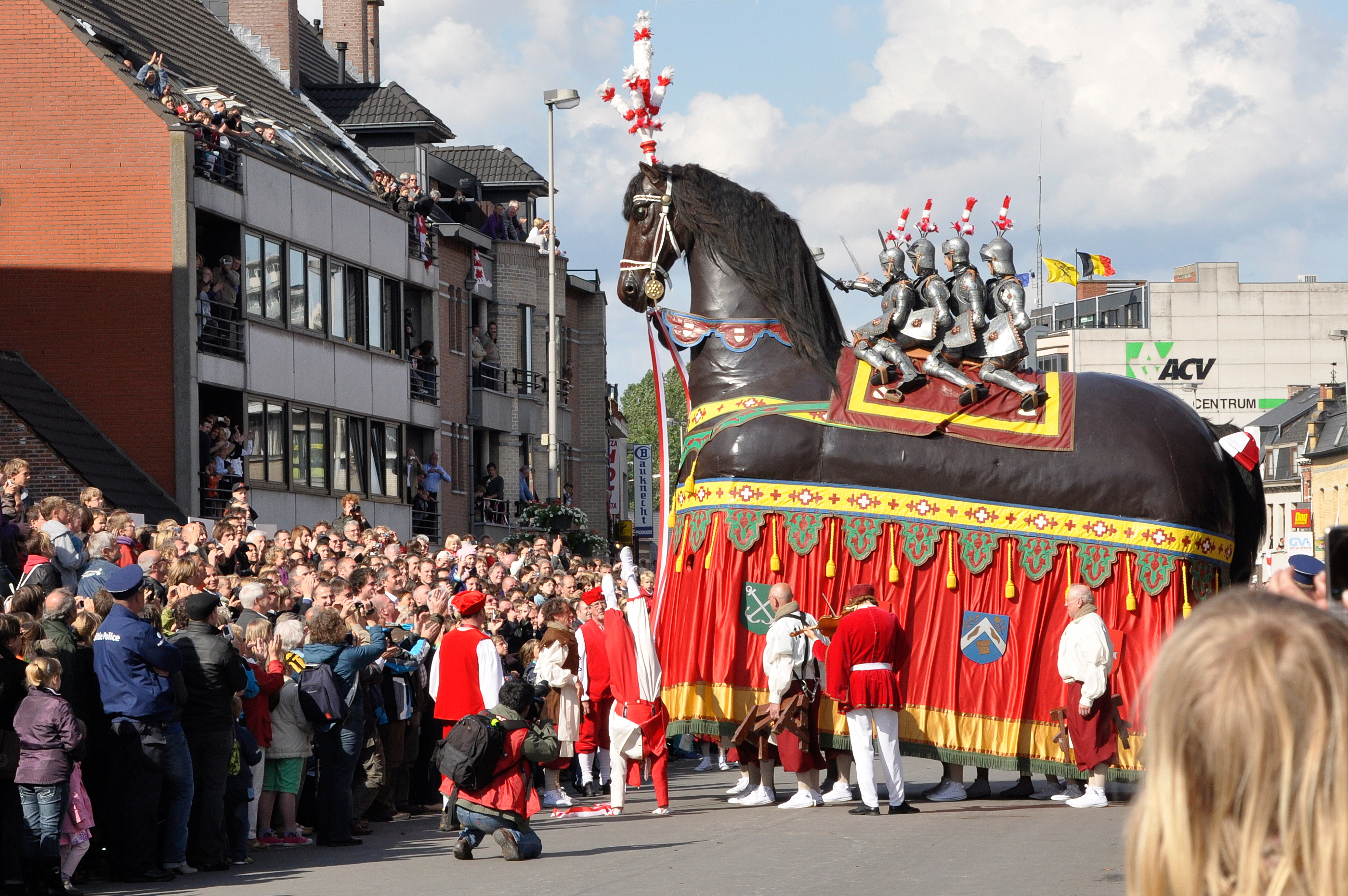
Dendermonde: Ross Bayard Umzug 2010
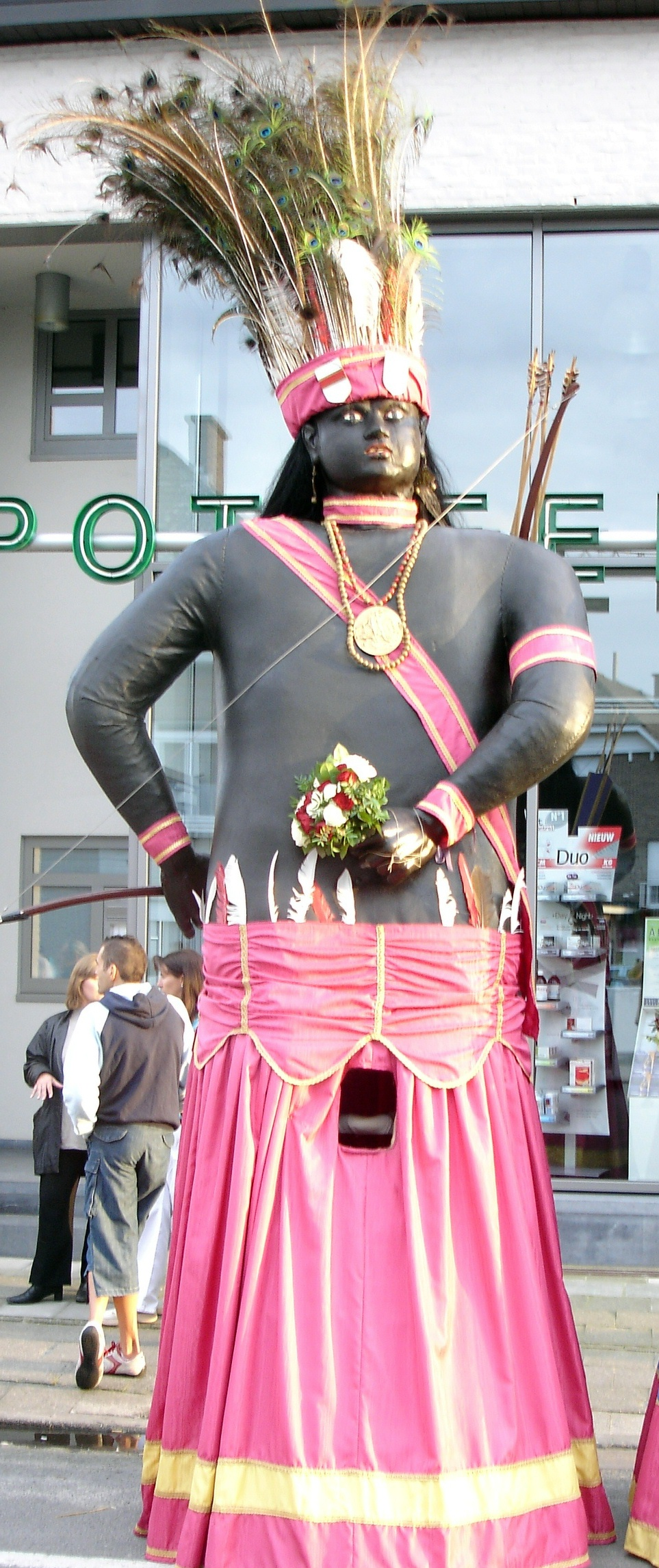
Dendermonde: Der Indianer
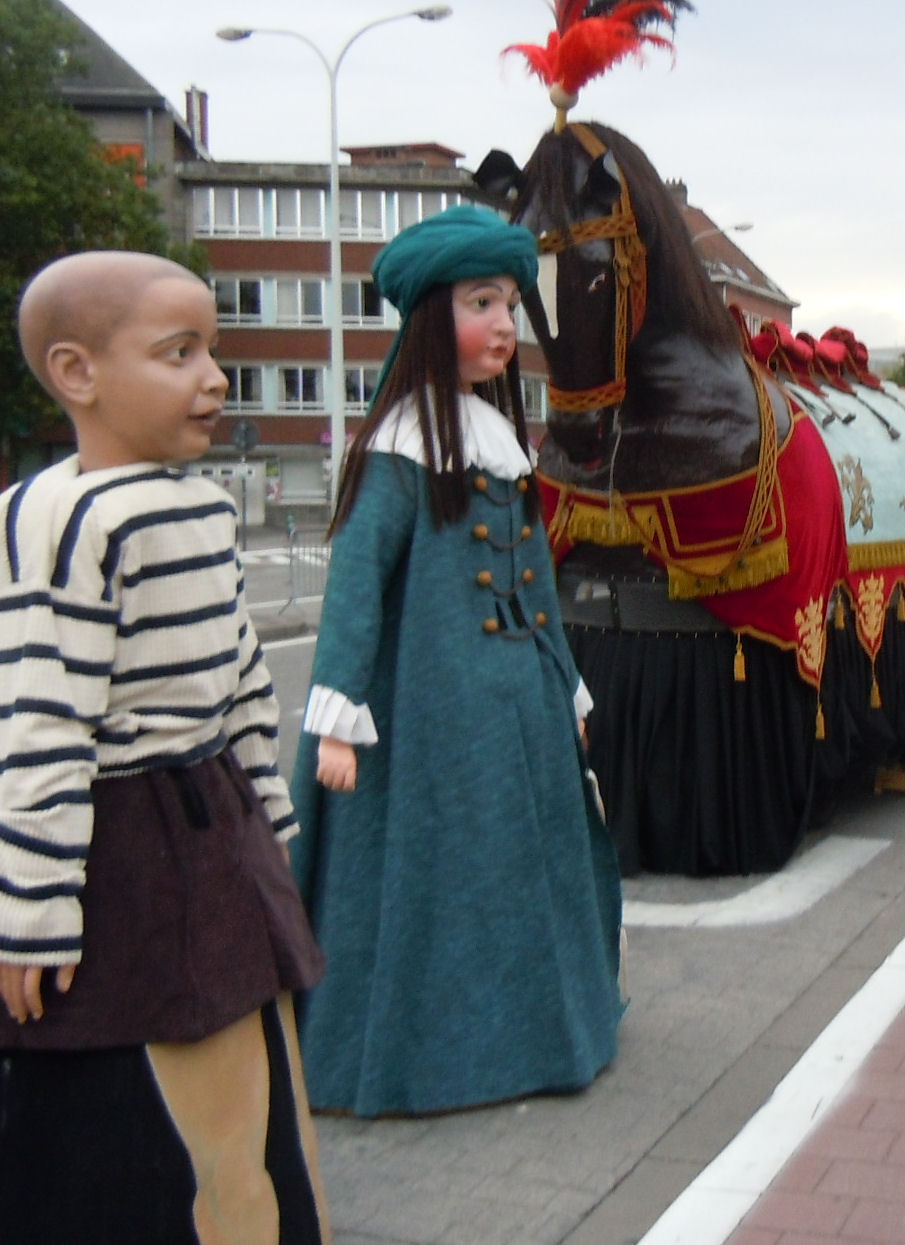
Mechelen: Riesenkinder und Ross Bayard

## Veranstaltungen in Frankreich
In Frankreich sind folgende Veranstaltungen bei der UNESCO registriert:
- der Auftritt von Reuze Papa (Papa Riese) und Reuze Mama, begleitet vom Reuzenlied, in Cassel im Département Nord in der Region Hauts-de-France
- Fêtes de Gayant (Fest des Riesen) in Douai im Département Nord in der Region Hauts-de-France
- das Poulain de Pézenas (Fohlen von Pézenas) am Mardi Gras (Faschingsdienstag)
- das Fest der Tarasque in Tarascon im Département Bouches-du-Rhône in der Region Provence-Alpes-Côte d’Azur[6]

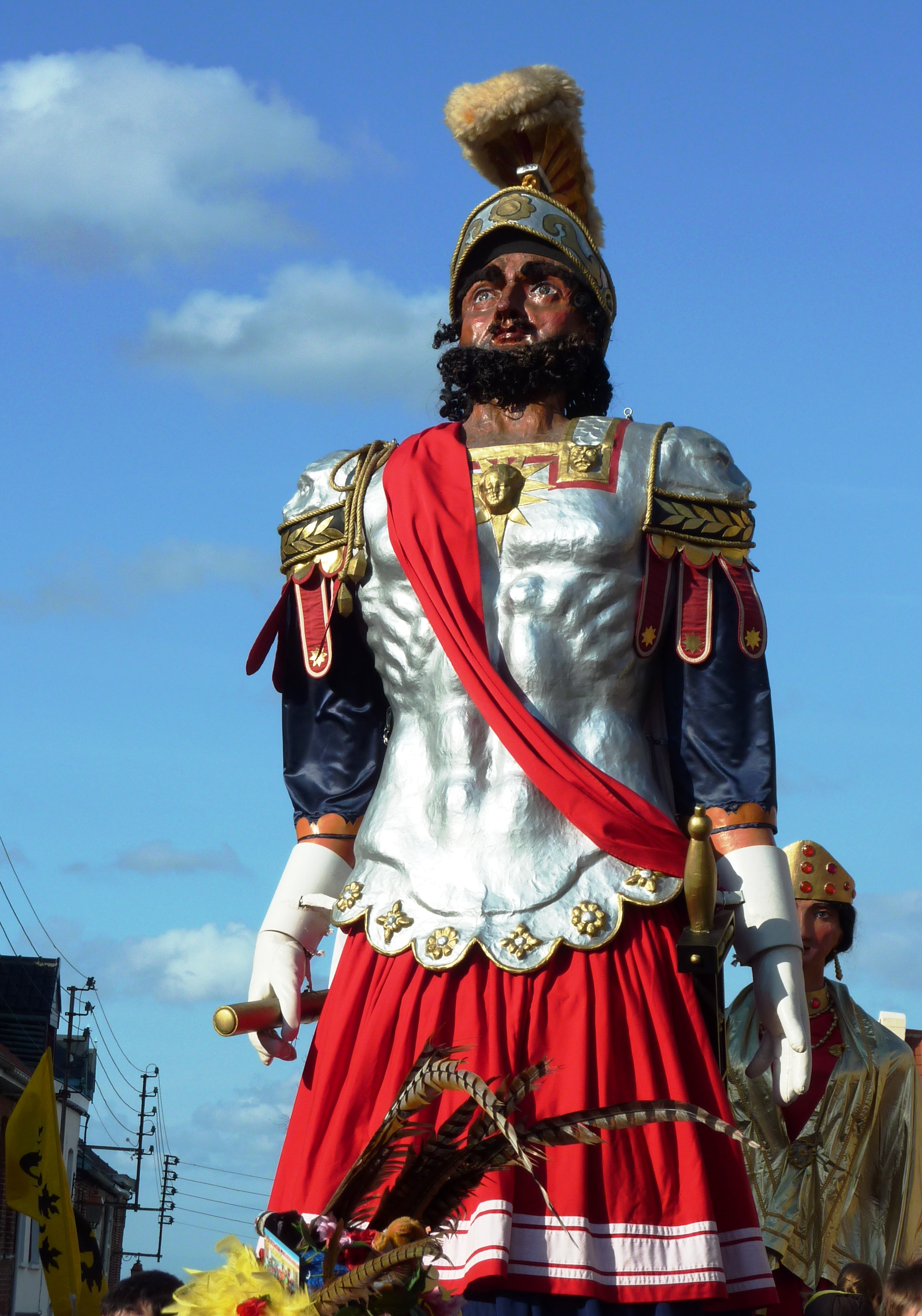
Cassel: Der Reuze Papa
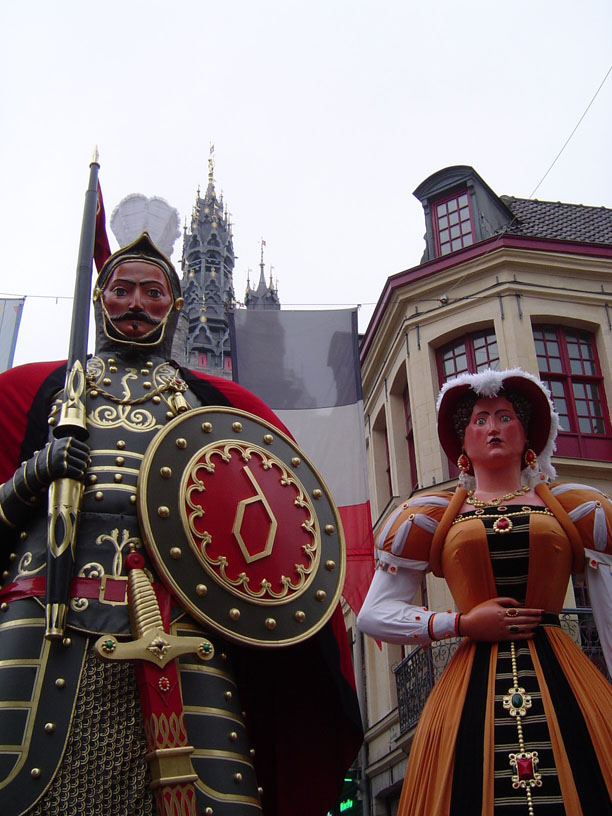
Douai: Das Riesenpaar Gayant und Marie Cagenon
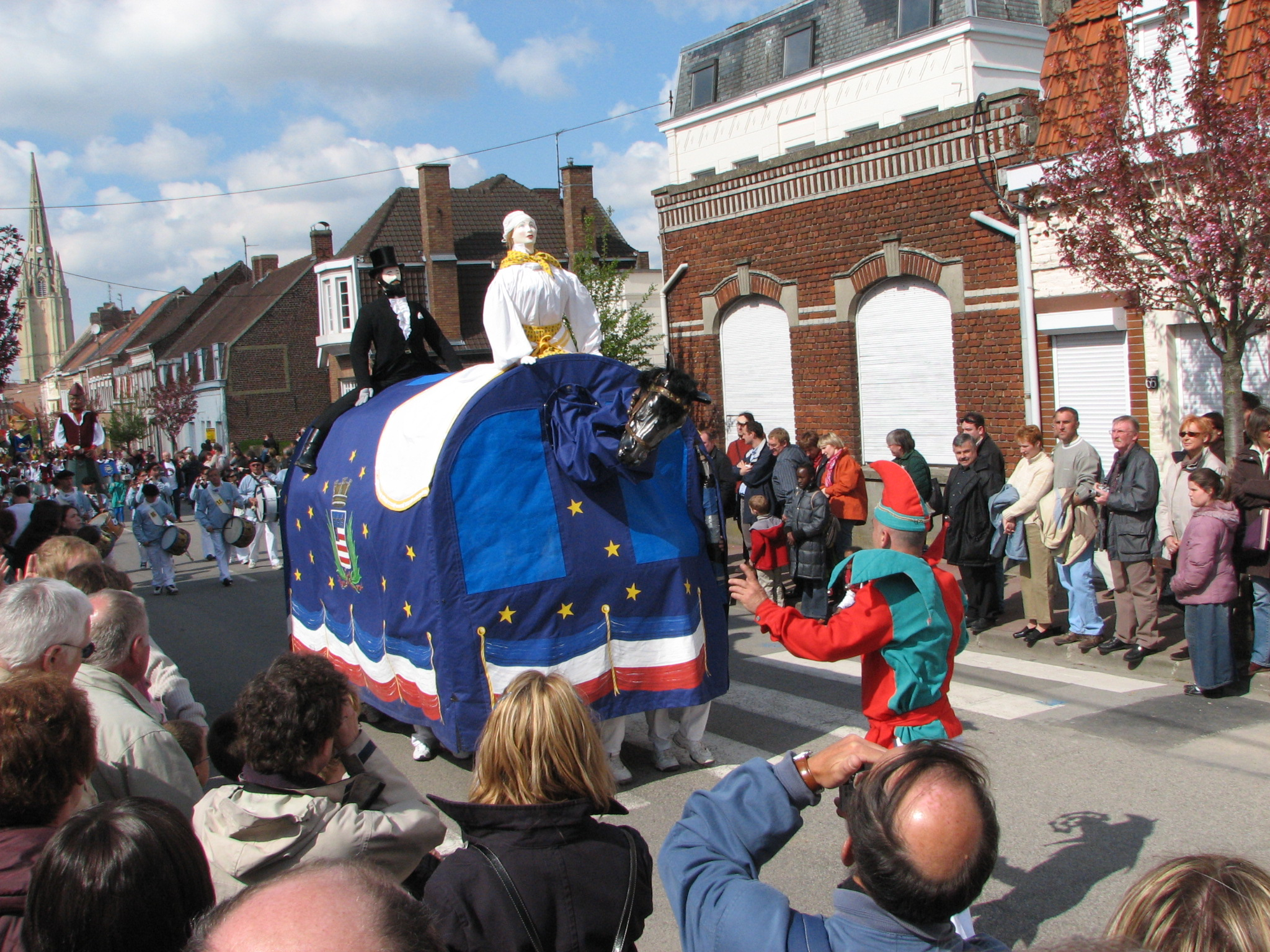
Das Fohlen von Pézenas
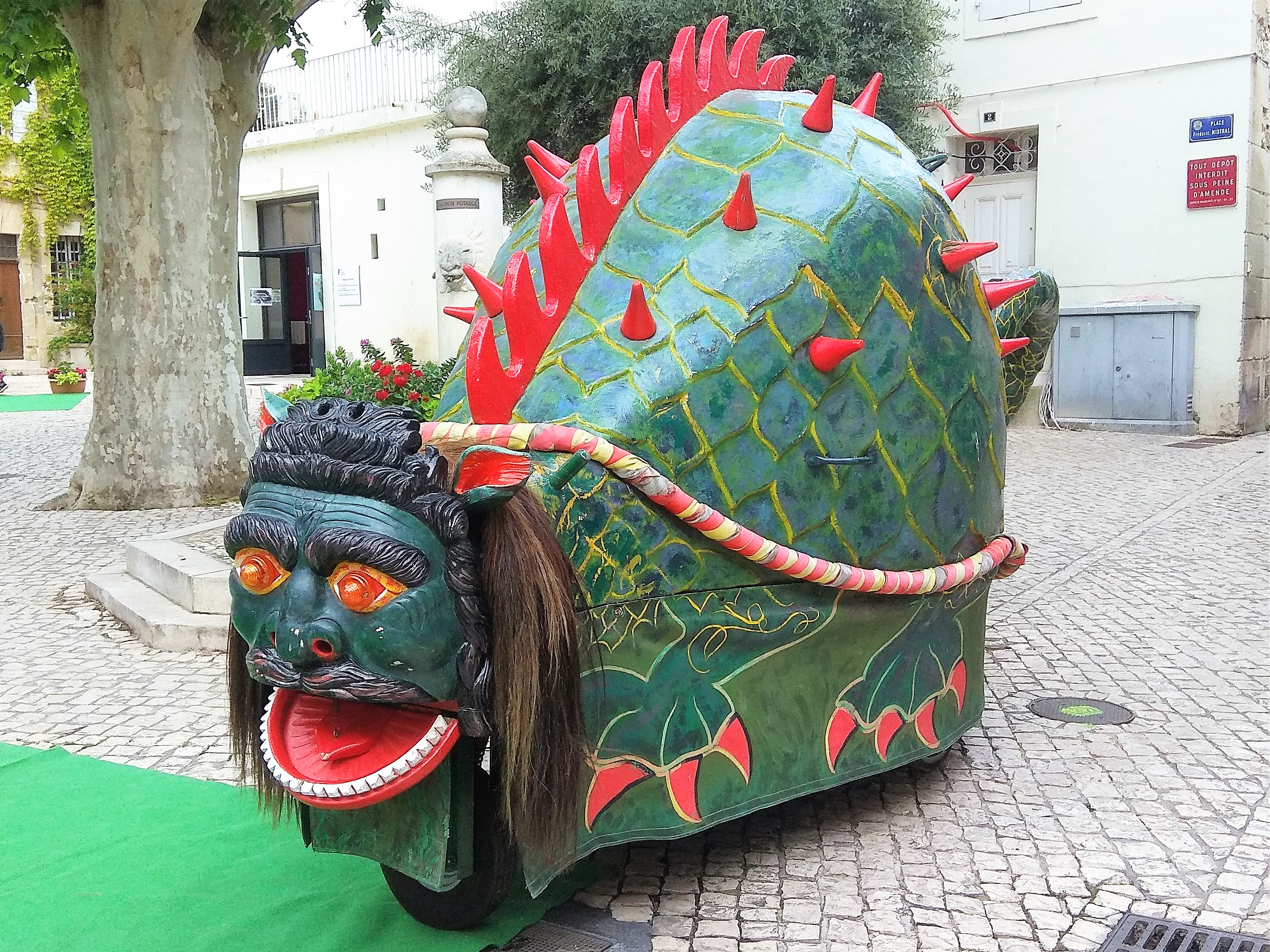
Tarascon: Umzugswagen des Drachen Tarasque